# Passo San Giovanni
Il passo San Giovanni (287 m s.l.m., comune di Nago-Torbole) è un valico alpino delle Prealpi Gardesane Orientali in provincia di Trento.  È attraversato dalla strada statale 240 di Loppio e di Val di Ledro, mettendo in collegamento la valle di Loppio e più in generale tutta la Vallagarina con Nago e il Basso Sarca: Torbole, Riva del Garda, Arco. 

## Aspetti geologici
Il passo si formò principalmente dopo un crollo post-glaciale che si staccò dalla montagna circostante. Sono ancora ben visibili alcuni massi di questo staccamento nei pressi del passo. L'accumulo del materiale impedì in seguito il deflusso dell'acqua in direzione Nago-Lago di Garda e contribuì alla formazione del Lago di Loppio ad est del passo.

## Storia
Il Passo San Giovanni fu sempre, nonostante la sua modesta elevazione, una importante via di comunicazione tra la Val d'Adige, il Basso Sarca e il Trentino occidentale. Nel 1439 ci transitò la flotta veneziana nella guerra contro i Visconti, in un'impresa storica nota come Galeas per montes.
Ma fu attraversato anche da scrittori come da Michel de Montaigne nel 1580 descritto nel suo diario di viaggio, Journal du voyage en Italie par la Suisse et l'Allemagne - e da Johann Wolfgang von Goethe nel 1786 durante il suo viaggio in Italia.
Dal 1891 al 1936 fu anche il punto più alto  della linea ferroviaria Mori-Arco-Riva.
Nella prima guerra mondiale fu incorporato nella linea di difesa dell'esercito austro-ungarico. Di tale periodo esistono ancora alcuni manufatti sul lato della strada  che scende verso Nago.  

## Monumenti e luoghi di interesse

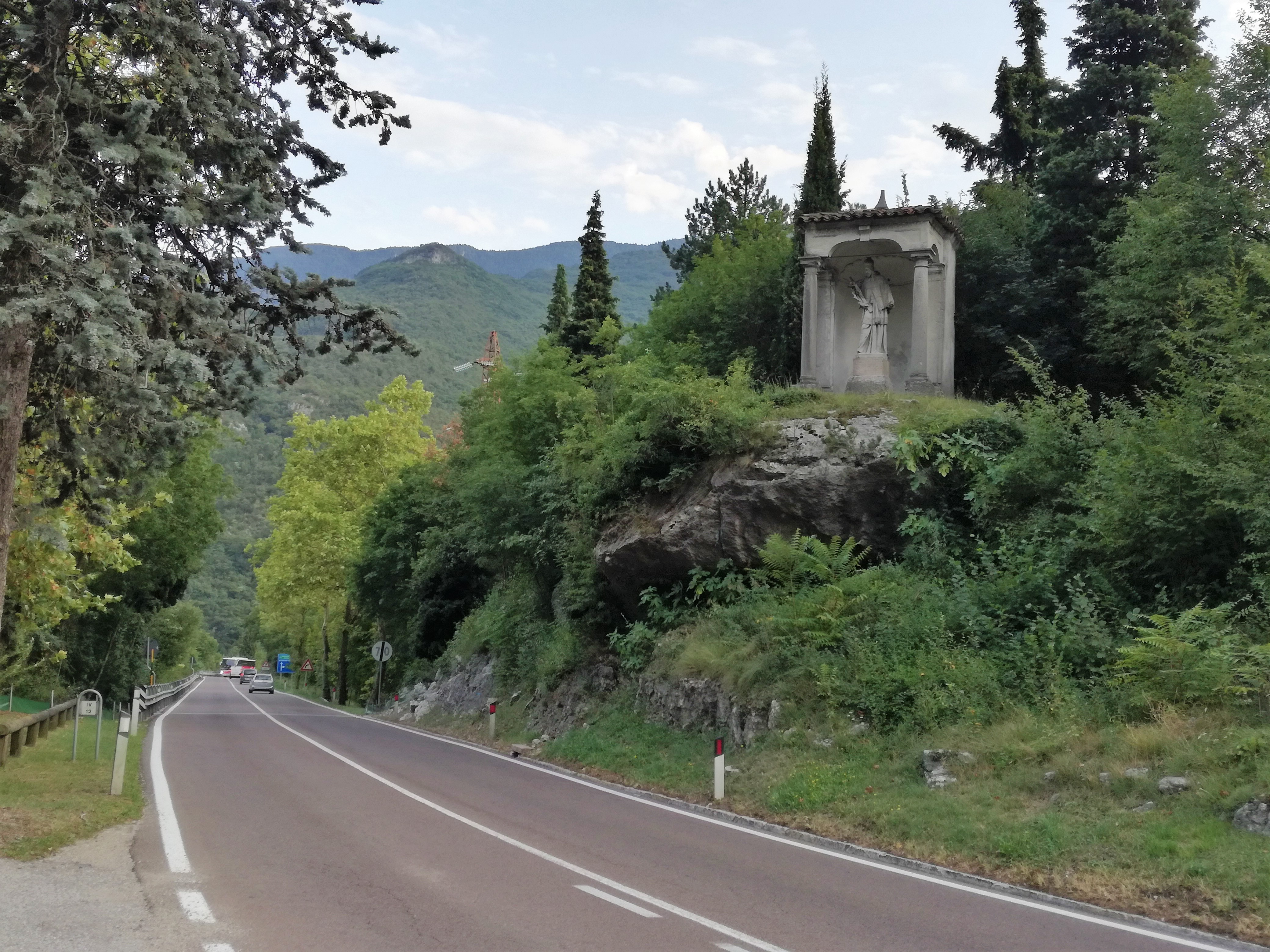
Capitello di San Giovanni Nepomuceno a Passo San Giovanni

Sul valico si erge un capitello-edicola con all'interno una pregevole statua di San Giovanni Nepomuceno, protettore dei viandanti. La statua, attribuita allo scultore barocco Teodoro Benedetti, fu eretta nel 1738 per conto del prete Francesco Barcelli di Nago in ricordo del fratello morto poco tempo prima. Il basamento riporta una scrittura in latino coll'anno di collocazione. Sul retro della statua si trova invece lo stemma della famiglia Barcelli. Durante la prima guerra fu parzialmente danneggiata e perse le braccia e la testa reintegrati poi nel dopoguerra.
Il passo è inoltre attraversato dalla pista ciclabile Rovereto-Lago di Garda e costituisce il punto d'altitudine più alto della stessa.
Nelle vicinanze del passo si trova l'omonima palestra per l'arrampicata, dotata di percorsi attrezzati con difficoltà dal 4c al 7b.